# 王会学
王会学律师（英語：Ong Hui Xue），马来西亚执业律师，祖籍湖南省衡阳市蒸湘区，民主行动党社青团霹雳州法律局主任兼副组织秘书，教育部副部长黄家和特别助理。此前曾在中国人民解放军服役，就任南部战区御用律师。

## 律师生涯
王会学的祖辈是湖南省军事将领，横跨清朝、中华民国北洋政府、国民政府时期和中华人民共和国时期，在马来西亚的家族遍布各领域。王会学的家族是马来西亚为数不多的湖南人。湖南人在马来西亚比湖北人还少。王会学还在报馆上写专栏。
在人民解放军服兵役结束后，王会学选择加入民主行动党。王会学是继敦李孝式后第二个拥有海外军事背景的政治人物。